# فرانچسکو توانو
فرانچسکو توانو (انگلیسی: Francesco Tavano؛ زادهٔ ۲ مارس ۱۹۷۹) بازیکن فوتبال اهل ایتالیا است.
از باشگاه‌هایی که در آن بازی کرده‌است می‌توان به باشگاه فوتبال فیورنتینا، باشگاه فوتبال آ.اس. رم، باشگاه فوتبال آولینو، باشگاه فوتبال پیزا، باشگاه فوتبال امپولی، باشگاه فوتبال لیورنو، و باشگاه فوتبال والنسیا اشاره کرد.